# NGC 3166
NGC 3166 est une galaxie lenticulaire située dans la constellation du Sextant. NGC 3166 a été découverte par l'astronome germano-britannique William Herschel en 1783.

## Caractéristiques
Sa vitesse par rapport au fond diffus cosmologique est de 1 536 ± 25 km/s, ce qui correspond à une distance de Hubble de 22,7 ± 1,6 Mpc (∼74 millions d'al).
NGC 3166 présente une large raie HI. Elle renferme également des régions d'hydrogène ionisé et c'est une galaxie LINER, c'est-à-dire une galaxie dont le noyau présente un spectre d'émission caractérisé par de larges raies d'atomes faiblement ionisés.
La luminosité de la galaxie NGC 3166 dans l'infrarouge lointain (de 40 à 400 µm)  est égale à 7,41 × 109 {\displaystyle L_{\odot }} (109,87{\displaystyle L_{\odot }}) et sa luminosité totale dans l'infrarouge (de 8 à 1 000 µm) est de 8,71 × 109 {\displaystyle L_{\odot }} (109,94{\displaystyle L_{\odot }}).
À ce jour, une mesure non basée sur le décalage vers le rouge (redshift) donne une distance d'environ 22,000 Mpc (∼71,8 millions d'al). Cette valeur est à l'intérieur des valeurs de la distance de Hubble.

## Morphologie
NGC 3166 a été utilisée par Gérard de Vaucouleurs comme une galaxie de type morphologique SAB(rs)0/a pec dans son atlas des galaxies,.
Eskridge, Frogel et Pogge ont publié un article en 2002 décrivant la morphologie de 205 galaxies spirales ou lenticulaires rapprochées. Les observations ont été réalisées dans la bande H de l'infrarouge et dans la bande B (le bleu). Selon Eskridge et ses collègues, NGC 3166 est de type Sa dans la bande B et SB0 dans la bande H. La région entourant le noyau de NGC 3166 est très brillante et de forte ellipticité. Elle s'étend dans un bulbe aplati similaire, dont le grand axe est presque orienté d'est en ouest. La barre de faible brillance de surface est orienté le long du petit axe du bulbe. À des isophotes plus faibles, le bulbe engloutit la barre et devient presque circulaire. À des isophotes encore plus faibles, le bulbe retrouve son grand axe d'est en ouest d'origine et il devient carré. Au-delà du bulbe, le disque est de faible brillance de surface et ne présente aucun signe de formation spiralée ni de nœuds de formation d'étoiles.  

## Trou noir supermassif
Selon un article basé sur les mesures de luminosité de la bande K de l'infrarouge proche du bulbe de NGC 3166, on obtient une valeur de 108,0 {\displaystyle M_{\odot }} (100 millions de masses solaires) pour le trou noir supermassif qui s'y trouve.

## Supernova
La supernova SN 2012cw a été découverte dans NGC 3166 le 14 juin 2012 à Yamagata au Japon par l'astronome japonais Koichi Itagaki. Cette supernova était de type Ic.

## Groupe de NGC 3169
NGC 3166 fait partie du groupe de NGC 3169. En plus de NGC 3166 et de NGC 3169, ce groupe comprend au moins 3 autres galaxies, soit NGC 3156, NGC 3169 et UGC 5539. Les quatre galaxies du catalogue NGC sont aussi mentionnées dans un article publié par Abraham Mahtessian en 1998 et sur le site « Un Atlas de l'Univers » de Richard Powell.
Comme on peut le voir sur l'image captée à l'observatoire La Silla au Chili, de larges régions d'étoiles et de gaz sont dispersées autour de NGC 3166 et de NGC 3169 en raison de leur forte interaction gravitationnelle. Sur cette image, on perçoit le début de formation d'un pont de matière entre ces deux galaxies.

## Galerie

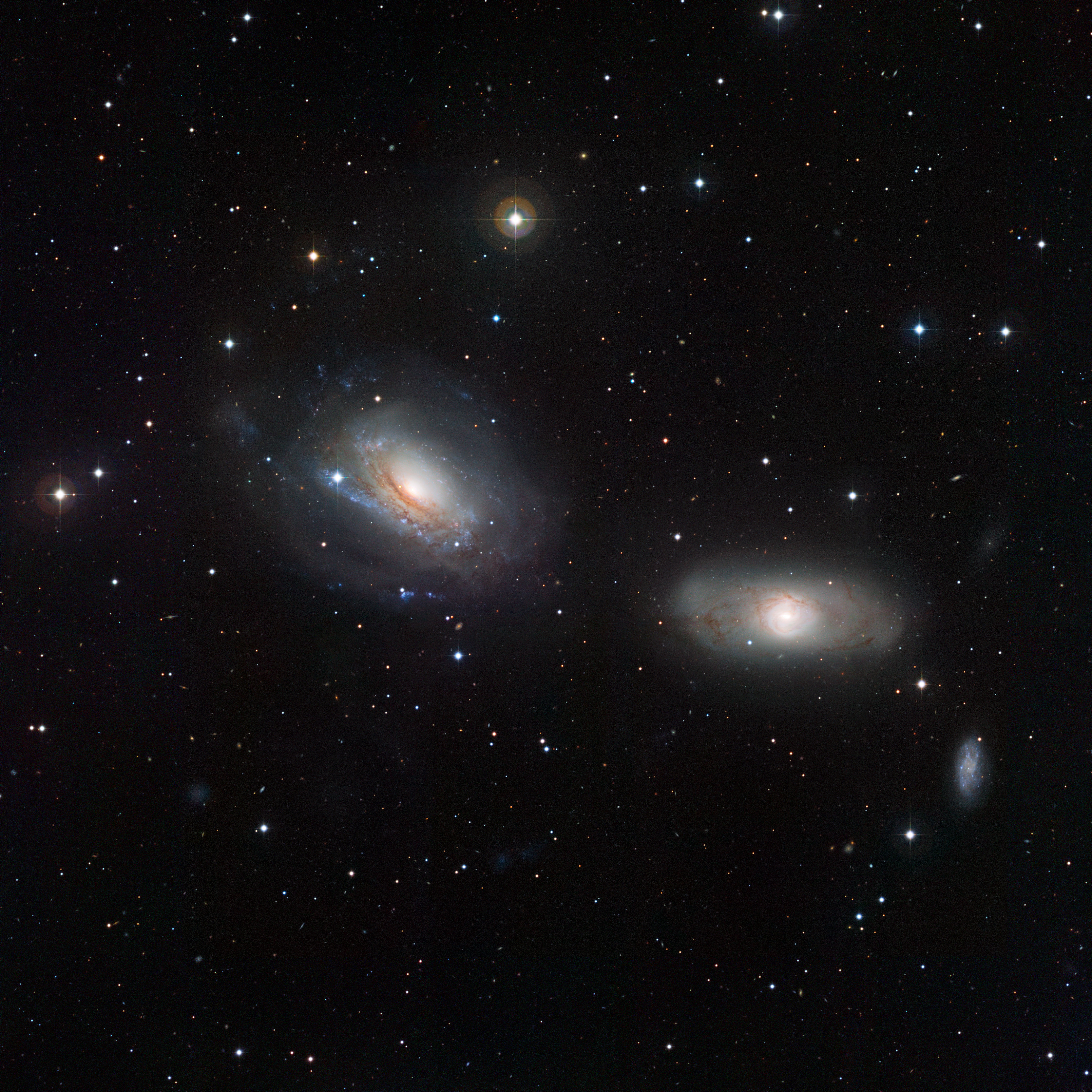
Trois des 5 galaxies du groupe de NGC 3169 (Observatoire La Silla, Chili)
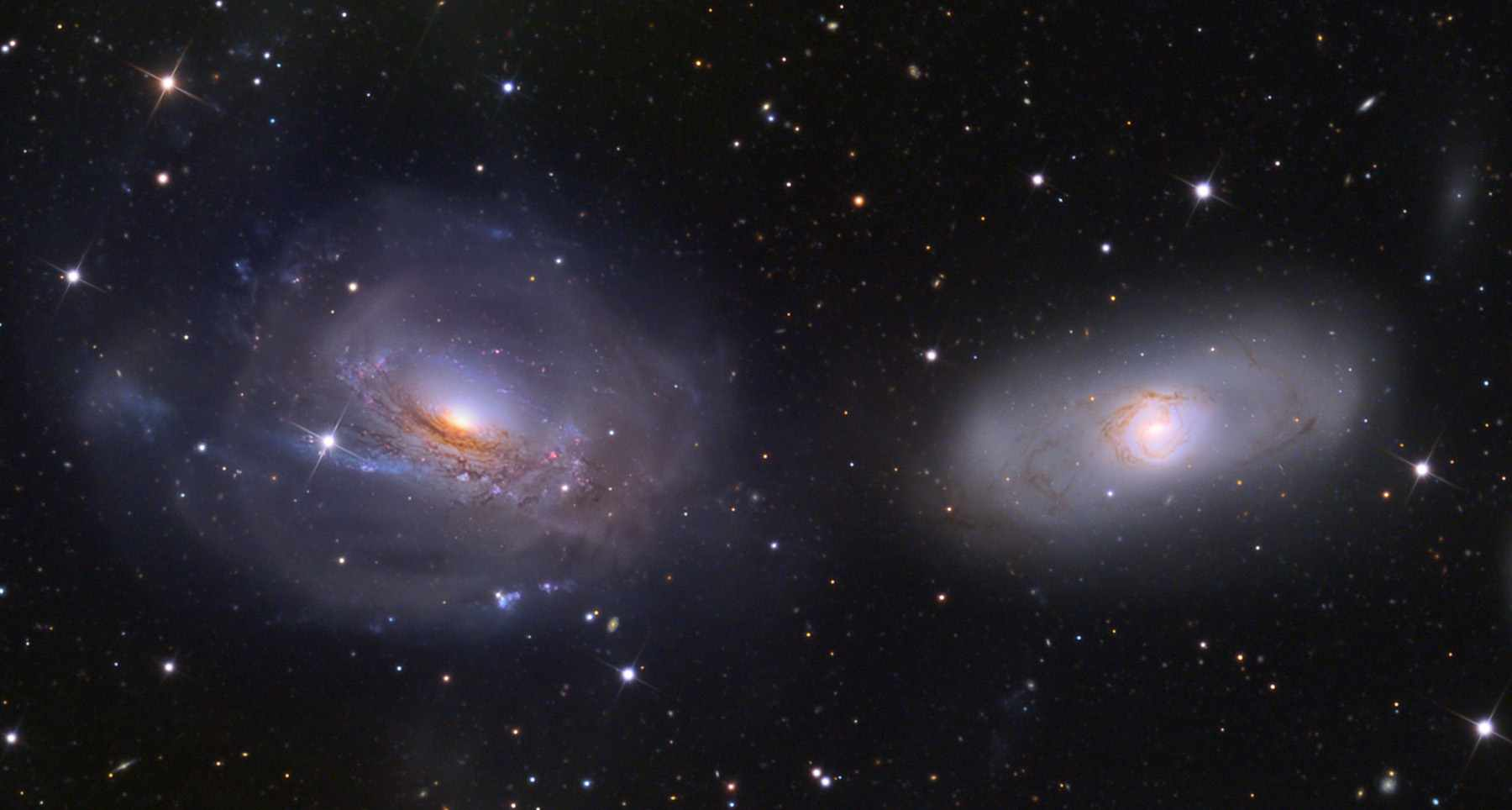
NGC 3166 (à droite) et NGC 3169 (Adam Block/Mount Lemmon SkyCenter/University of Arizona)
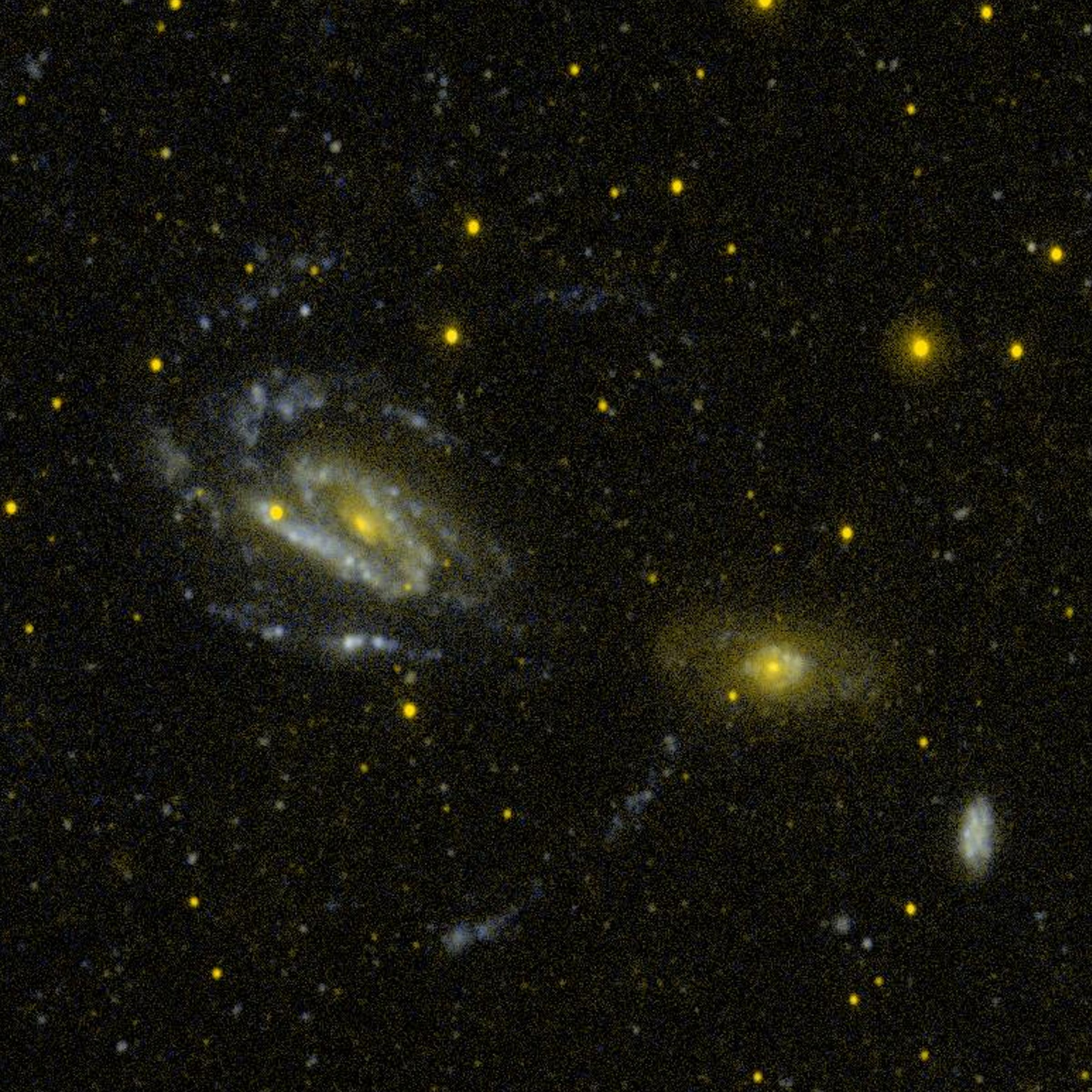
De droite à gauche NGC 3165, NGC 3166 et NGC 3169 (GALEX).